# 로헬리오 푸네스 모리
로헬리오 가브리엘 푸네스 모리(스페인어: Rogelio Gabriel Funes Mori, 1991년 5월 3일 ~ )는 아르헨티나 출신 멕시코의 축구 선수이다. 현재 레온에서 뛰고 있다. 푸네스 모리는 큰 키임에도 불구하고 빠른 발과 다양한 볼 컨트롤 능력과 에르난 크레스포를 쏙 빼닮은 플레이 스타일로 '크레스포의 재래'라는 별명이 붙었다. 축구 뿐 아니라 농구, 테니스, 공수도, 수영 등 다양한 종류의 운동에도 모두 능하다.
푸네스 모리는 2001년 미국으로 건너간 이후 FC 댈러스 유스팀에 입단, 이후 미국 유소년 축구계를 완전히 평정하였다. 이 과정에서 푸네스 모리는 2000대 1의 경쟁률을 뚫고 '아메리칸 사커 아이돌'대회에서 우승을 차지했다. 이에 아르헨티나의 리버 플레이트에서 푸네스 모리를 영입하여 푸네스 모리는 2008년 다시 아르헨티나로 되돌아갔다.
하지만 성인이 되고 나서는 성장이 되지 않아 아르헨티나 축구 국가대표팀에서는 거의 선발되지 않았으며 결국 아르헨티나 축구 국가대표팀보다 급이 낮은 멕시코 축구 국가대표팀을 아르헨티나 국적을 이용해 들어갔다. 하지만 멕시코 축구 국가대표팀에서도 주전으로 뛰지는 못했으며 벤치멤버였다. 그렇게 2022년 FIFA 월드컵에서 멕시코 축구 국가대표팀 자격으로 출전했는데 재미있는 사실은 거기서 자신의 국가대표 친정팀인 아르헨티나 축구 국가대표팀을 만났으며 0-2로 패배했다. 문제는 푸네스모리의 멕시코 축구 국가대표팀이 폴란드 축구 국가대표팀과 둘이 득점 없이 비기고 둘 다 똑같이 아르헨티나 축구 국가대표팀에게 0-2로 패했으며 사우디아라비아 축구 국가대표팀에게 2골을 넣고 이겼으나 폴란드 축구 국가대표팀은 무실점으로 이긴 반면 멕시코 축구 국가대표팀은 2-1로 이기는 바람에 득실차로 인해 푸네스모리의 멕시코는 16강 진출에 실패했다.

## 일화
- 푸네스 모리는 첼시의 입단테스트를 성공적으로 완료하여 첼시 FC에 입단하여 주전으로 활약하기로 예정되어 있었으나 푸네스 모리에게 EU여권이 없었던 탓에 푸네스 모리의 첼시 FC 입단은 전면 백지화되었다.
- 푸네스 모리는 어린 나이에도 불구하고 그 활약상은 웬만한 성인 선수들을 능가하는 수준이였다. 아르헨티나의 U-20 축구 국가대표 선수로 발탁된 푸네스모리는 프랑스의 U-23 축구 국가대표팀과의 친선경기에서 두 골을 연달아 뽑아내어 3-3으로 무승부를 기록했다. 아르헨티나 대표팀이 훨씬 어린 나이임에도 불구하고 프랑스 대표팀과 호각의 경기력을 보인 그 중심에는 푸네스 모리가 있었다.